# ابراهیم الرباش
ابراهیم بن احمد غانم مشهور به الرَّباش (؟ -۱۶۱۶م) جنگ‌افزارشناس اندلسی بود. کتاب «العز و الرفعة و المنافع، للمجاهدین فِ سبیل‌الله بالمدافع» را به زبان اسپانیایی نگاشت.